# 符号暴力
符号暴力（英語：symbolic violence，也译作象征暴力）是20世纪法国著名社会学家皮埃尔·布迪厄创造的一个术语，早在70年代就出现在其著作中。符号暴力是一种非身体暴力，表现为社会群体之间的權力差异。它往往是双方不自觉地一致同意的，表现为将拥有较大社会权力的群体的规范强加于从属群体的规范。符号暴力可以表现在不同的社会领域，如國籍、性别、性取向或种族认同。
1990年代初期，其他社会学家和作家开始使用该术语。布迪厄努力强调，符号暴力通常不是霸权力量的蓄意行为，而是对现状的无意识强化，而现状被那些存在于该社会阶层中的人视为“规范”。
斯拉沃熱·齊澤克在《暴力》（Violence，2008）一书中讨论了符号暴力，认为它位于語言本身的指称中，也就是说我们彼此交谈的方式维持着这种支配关系。

## 历史
符号暴力一词首先出现在皮埃尔·布迪厄的著作中，与符号权力和文化資本的类似概念一起出现，它们对等级制度中社会群体之间的权力差异进行了物理类比。尽管La distinction主要关注现代法国文化中的美学和品味，但它建立了一个框架，在这个框架内，他和其他社会学家研究了社会中与权力、社会资本和个人慣習相关的元行为。
布迪厄的符号暴力理论进一步阐述和发展了马克斯·韦伯关于合法化在统治中的作用的思想。权力需要正当性和信念。创造符号暴力的概念是为了论证硬實力不足以有效行使权力。符号暴力通过肢体语言、举止、自我展示、身体护理和装饰来表达。
自从收录于社会学词典以来，符号暴力已应用于社会科学的多个学科和众多案例研究中。
例如，人类学家道格拉斯·E·福利（Douglas E. Foley）在他的《学习资本主义文化》（Learning Capitalist Culture, 2010）中提到，布迪厄关于暴力的观点已被批判性种族理论和女性主义学者用来讨论对受压迫群体的虐待。在他们的工作中，批判性种族理论和女性主义的学者指出，父权制和种族主义的社会环境是来自受压迫群体的学生遭受符号暴力的地方。在《学习资本主义文化》中，福利还提到，美国很多学者都谈到了布迪厄关于符号暴力的思想，以及对工人阶级少数族裔学生的监控。他们的研究重点是获得制度控制的方式。其中一种方法是白人性（whiteness）话语。
Seth M. Holmes在《Fresh Fruit, Broken Bodies》（2014）中将符号暴力理论应用于美国和墨西哥之间的移民研究。霍姆斯在他的民族志中解释说，美国的边境保护和旨在打击非法移民的法律帮助延续了符号暴力。Holmes博士还将符号暴力的视角应用于墨西哥土著移民劳工和美国农场主管之间的等级制度。Holmes指出，因为他是“浅肤色”和“说英语”的，他才没有像瓦哈卡工人那样被农场主管反复用贬称来使唤。

## 领域

### 社交媒体
在皮埃尔·布迪厄提出“符号暴力”一词后的几十年中，技术的快速发展催生了脸书、Instagram和推特等社交媒体平台。这些数字社区的引入为通过“喷子”行为传播符号暴力提供了新的渠道。根据克莱尔·哈达克的定义，喷子行为（trolling）是指“发送或发布挑衅性的电子邮件、社交媒体帖子或推文，意在激起目标人或受害者愤怒或不悦的回应”。喷子行为影响着大量的社交媒体用户，但就符号暴力而言，其目标往往是妇女和少数群体多数情况下，受害者及其支持者面对网络暴力和喷子，要么选择沉默或退网，以免“上钩”，要么冒着遭受回击的风险积极发声。然而，人们常对受害者提的建议，如“不要上钩”或“无视就好”，塑造了公众对受害者的期望，即网暴/喷子的受害者及其支持者应当视之为唯一的应对策略。而该策略实质上是鼓励受害者与加害者/喷子实施的符号暴力进行共谋。借助进入这些网络空间或布迪厄所说的“场域”，“符号暴力”的“身体灌输”（corporeal inculcation）是在个体的“共谋”下进行的。

### 性别
符号暴力可以应用于以从属形式压迫妇女的主题。Beate Krais认为，无论在家庭内部还是外部，符号暴力都支配着女性。压制女性的一个关键方面是“把女性作为典型‘他者’的社会建构”，认为女性的行为是柔弱的，女性的工作不那么有声望，女性的行动不那么有价值，等等。社会再生产在分析对女性的符号暴力中很重要，因为男性和女性对社会文化规范的遵守在支配关系中起着关键作用。对妇女的符号暴力往往以文化词汇表达的形式出现。例如“像女孩一样击打”或“像女孩一样奔跑”这样的规范性表达，在语言形式上微妙地发展了女性从属地位的观点。